# Turnul Pompierilor din Cluj-Napoca

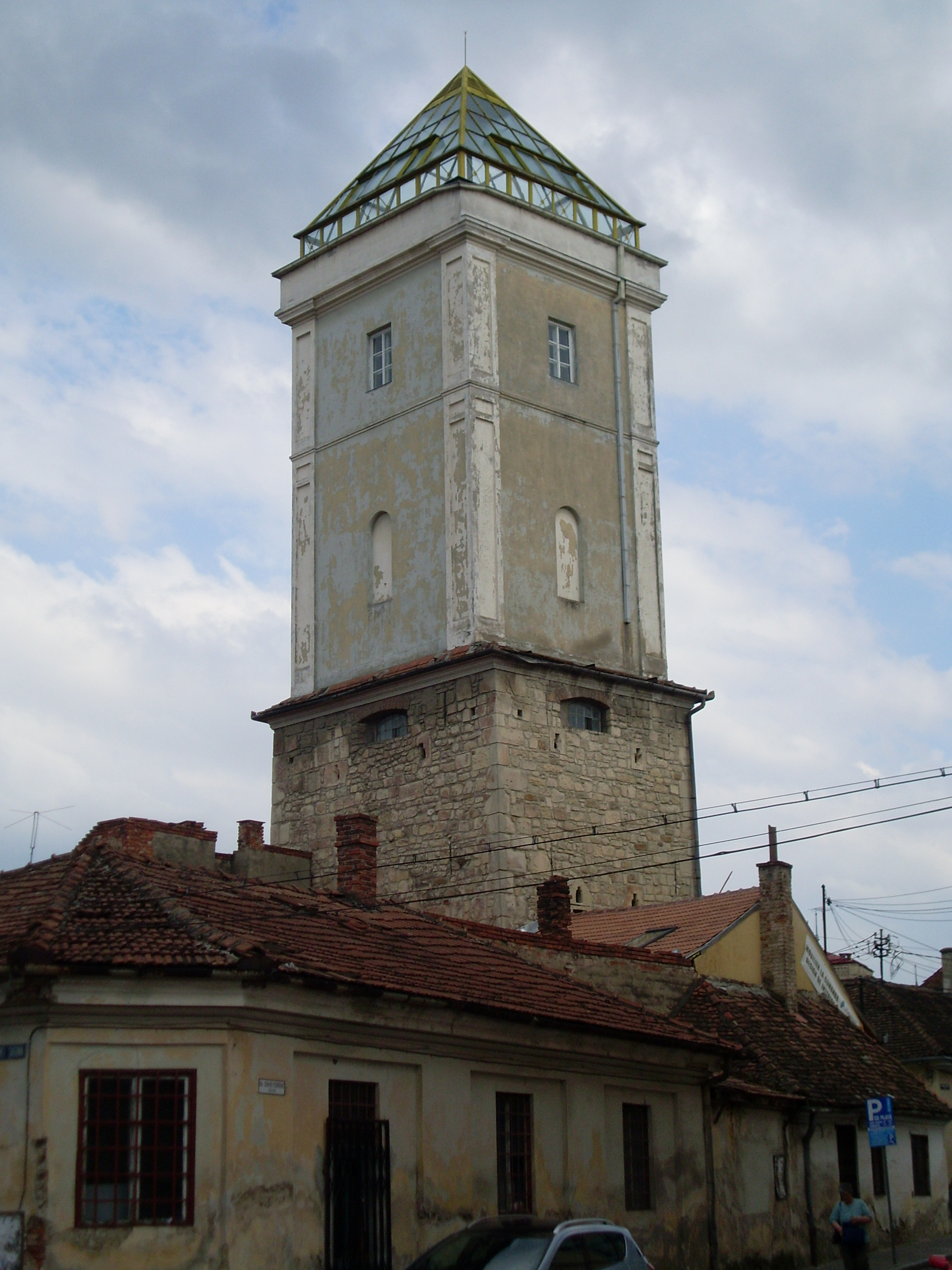
Turnul Lăcătuşilor, transformat în foişor de foc și redenumit Turnul Pompierilor (2008)

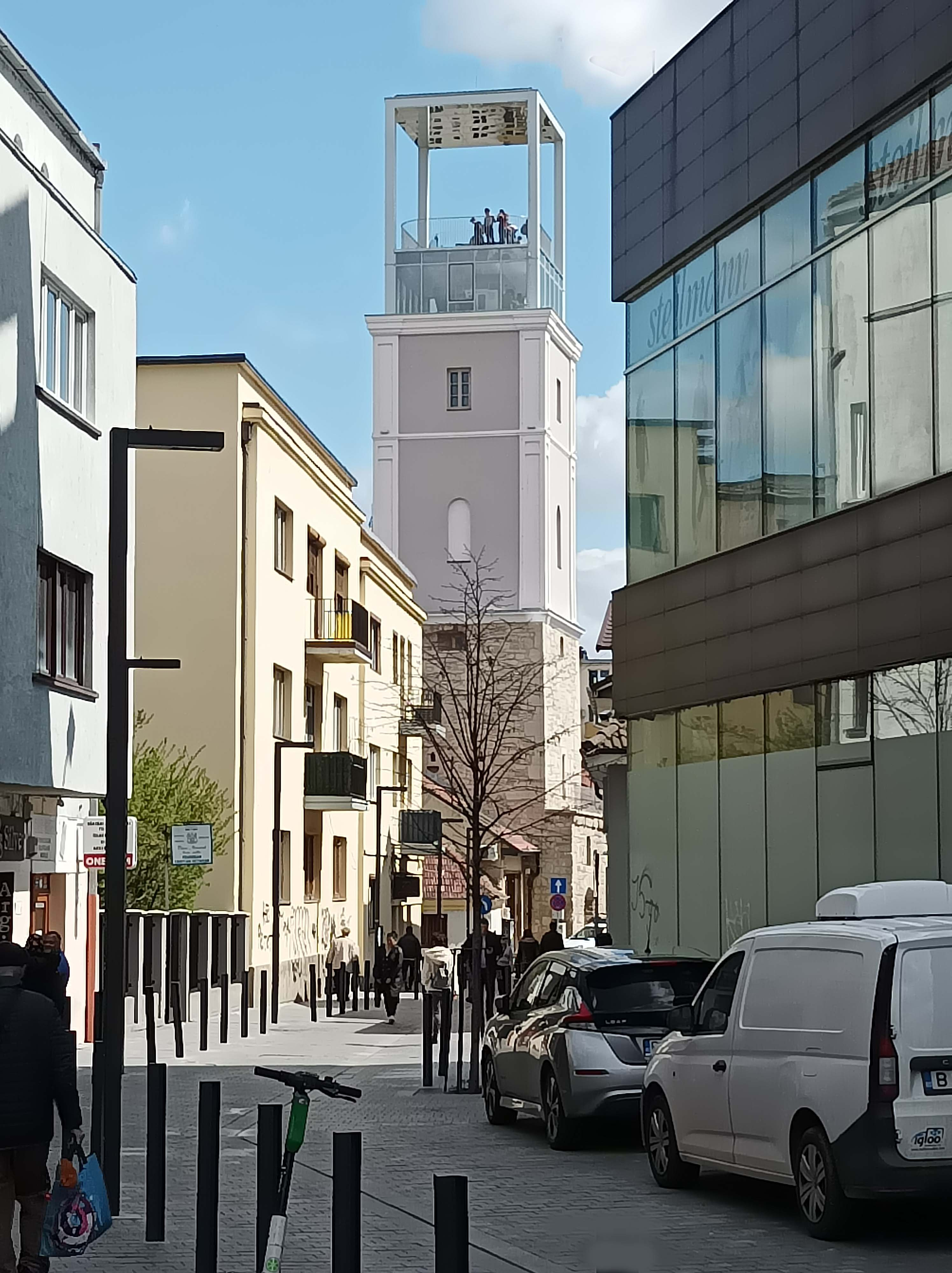
După renovare (2023)

Turnul Pompierilor, denumit pe vremuri Turnul Lăcătușilor, este situat pe strada Tipografiei din municipiul Cluj-Napoca. 

## Istoric
Edificiul a fost construit în anul 1574 pe timpul lui Ștefan Bathori în cadrul celei de-a doua incinte medievale de apărare a orașului. Inițial a purtat denumirea de "Poarta Mică din ulița Săpunului" (în maghiară Szappany utcai kis kapu).
Turnul Pompierilor împreună cu o porține de zid este unul din puținele fragmente din a doua incintă medievală de apărare a Clujului care se mai păstrează și astăzi. 
Respectiva poartă a supraviețuit deoarece în secolul al XIX-lea a fost înălțată și folosită până la începutul secolului al XX-lea de pompieri pentru supravegherea orașului, de aici provenind și numele actual: Turnul Pompierilor. După ce a încetat a mai fi folosit ca punct de observare a incendiilor, turnul a găzduit Muzeul Pompierilor, care în prezent nu mai funcționează.
Din 2017, Primăria Cluj-Napoca a început un proces amplu de reabilitare a Turnului, prin care se va repara toată structura turnului și se va înlocui acoperișul de sticlă cu o terasă ce va avea rol de observator urban;.